# Horla - Diario segreto di un pazzo
Horla - Diario segreto di un pazzo (Diary of a Madman) è un film del 1963 diretto da Reginald Le Borg.
Il soggetto è ispirato alla novella Le Horla di Guy de Maupassant.

## Trama
1886, Parigi: il giudice e vedovo, Simon Cordier, dopo aver ucciso, per legittima difesa, un condannato a morte (Louis Girot) posseduto da un'entità demoniaca, l'Horla, viene perseguitato dalla medesima. Pur di liberarsene, decide di rivolgersi ad un medico che gli consiglia di dedicarsi ad un hobby per evitare i dialoghi con l'entità. Così Cordier decide di ricominciare a scolpire la creta.
Dopo aver lasciato lo studio del medico, Simon, sulla strada di ritorno, si imbatte in una galleria d'arte dove conosce una giovane donna, Odette Mallotte DuClasse, moglie del pittore dei vari quadri esposti nella galleria. Affascinato dalla bellezza della donna, Cordier le propone di posare per lui. Cordier, inoltre, acquisterà un quadro che raffigura la donna in una graziosa posa di danza classica. La donna accetta ed appena comprende che Cordier è un ricco uomo d'affari prova ad instaurare una relazione con lui tentando di lasciare il marito, Paul DuClasse.
Nel frattempo, l'entità cerca di far notare a Cordier che in realtà Odette non è la donna che crede che sia ma è desiderosa solamente del suo danaro. Cordier non darà retta a l'Horla e quest’ultima decide di vendicarsi facendogli, inizialmente, notare che le Horla possono muoversi nel piano della vita umana solo quando gli umani lo rendono possibile tramite il male. Il giudice sostiene di aver combattuto il male per tutto l’arco della sua vita ma in realtà è un assassino poiché aveva istigato la moglie al suicidio accusandola di aver fatto morire il loro bambino. L’Horla deciderà, successivamente, di impossessarsi del giudice facendogli compiere vari crimini.
Simon propone ad Odette di trasferirsi in Svizzera e sposarlo. La donna decide di accettare ma mentre prepara le valigie per poter partire, prima ha una lite con il marito e poco dopo perderà la vita a causa dell'entità che istigherà Cordier ad assassinare la modella ed a far ricadere la colpa sul marito di lei. Per non destare sospetti, l’Horla propone a Simon di bruciare il quadro che raffigura la giovane Odette e di seppellire il busto della donna.
L'unica persona a favore allo scagionamento di Paul risulta essere Jeanne D'Arville, proprietaria della galleria d’arte e venditrice del quadro raffigurante Odette, acquistato da Simon. Per liberarsi della donna, che conosce le varie vicende precedentemente avvenute, l’Horla istiga il giudice ad ucciderla ma l’entità non riuscirà nel proprio intento poiché verrà bloccata da un crocifisso riflesso sull’arma del delitto.
Cordier passa così da essere schiavo ad essere nemico dell’entità.
Comprendendo la vera paura dell’entità, Cordier, prima di potersene liberare, lascerà il suo diario a Jeanne per far sì che Paul venga scagionato.
Simon comprende che l’unica possibilità per sconfiggere l’entità sia utilizzare il fuoco, unico e vero nemico delle Horla. Il giudice si rinchiuderà all'interno della propria biblioteca cospargendo la stanza di benzina ed appiccando il fuoco una volta che l’Horla si sia fatta viva. Purtroppo non sarà solo l’entità a perdere la vita.
Il film si chiude con la lettura del diario di Simon e con la frase: “ovunque alligna il male, nel cuore umano, là esiste Horla”.

## Produzione
Il film fu prodotto dalla Robert E. Kent Productions (con il nome Admiral Pictures).

## Distribuzione
Distribuito dall'United Artists, uscì nelle sale cinematografiche USA il 6 marzo 1963.